# Gabriel Terra
José Luis Gabriel Terra Leivas (Montevideo, 1 de agosto de 1873 - Montevideo, 15 de septiembre de 1942) fue un abogado, profesor, catedrático, economista, escritor, estadista y político uruguayo. Ejerció como presidente de Uruguay desde el 1 de marzo de 1931 hasta el 19 de junio de 1938.
Entre 1900 y 1939, Terra Leivas prestó sus servicios como asesor a todos los gobiernos uruguayos en temas diplomáticos, económicos y financieros. Entre 1907 y 1922 ocupó diversos ministerios e integró el Consejo Nacional de Administración entre 1926 y 1929.
Fue presidente constitucional desde el 1 de marzo de 1931 hasta su autogolpe de Estado el 31 de marzo de 1933. Este hecho dio inicio al período histórico denominado «dictadura de Terra» o «Gobierno de marzo». Terra Leivas gobernó interinamente hasta el 1 de marzo de 1934, disolvió el Colegiado y restituyó el sistema de Ejecutivo único mediante la Constitución de 1934, permaneciendo en el poder hasta el 19 de junio de 1938.
Popularmente, su período comprendido entre 1933 y 1934 se asocia con la expresión «dictablanda», debido al carácter civil y pacífico del golpe de Estado, en contraste con el contexto latinoamericano de la época.
En 1938 fue nombrado presidente del Banco de la República Oriental del Uruguay. Ese mismo año abandonó el cargo debido a un accidente cerebrovascular que le provocó una parálisis y, sumido en la pobreza extrema durante los cuatro años que le quedaron de vida, falleció el 15 de septiembre de 1942.

## Edad temprana y vida privada
Nació en Montevideo el 1 de agosto de 1873, en el seno de la élite política y económica del país. Hijo mayor del dirigente colorado José Ladislao Terra (abogado graduado en Brasil, hombre de confianza del barón de Mauá y ministro de Gobierno de Máximo Santos) y de su segunda esposa, Joaquina Leivas, ambos de origen lusitano. Vivió gran parte de su infancia y adolescencia en el campo de su padre.
Recibió la educación clásica propia de la aristocracia de la época, realizando primaria y secundaria en el hogar. Estudió principios básicos de todas las materias, así como griego y latín.
Inició los estudios terciarios en la Universidad de la República en la carrera de Derecho, y se especializó en ciencia económica y financiera, en jurisprudencia y abogacía.
Se graduó a los 22 años en 1895, en un Uruguay que recién había pasado el militarismo. Terra ejerció como abogado y Juez de paz a finales de la década de 1890. Desde 1901 hasta 1907 fue profesor en la Escuela Superior de Comercio (refundada y nacionalizada durante su primer gobierno como la Facultad de Ciencias Económicas y de Administración), donde impartió clases de Ciencias de las Finanzas, y en la Facultad de Derecho, donde dio clases de Economía política. También creó un estudio jurídico para solventar sus gastos.
En 1900 se casó con María Marcelina Ilarraz Miranda, nieta de Avelino Miranda, uno de los Treinta y tres orientales. Tuvieron siete hijos y vivieron juntos hasta la muerte de Terra en 1942.  
En 1902, su padre murió en la pobreza y no dejó herencia. A partir de ese año y hasta 1931, Terra fue periodista, redactor y principal fundador del diario «El Pueblo».
En 1908, junto a su suegro, fundó una empresa de producción de oxígeno industrial llamada CINOCA.
Actuó como representante oficial del Presidente en la inauguración de las obras de la "Represa Dr. Gabriel Terra" el 18 de mayo de 1937. En 1942 el Estado expropió bienes que la familia Terra poseía.

## Inicios en la actividad política
Fue miembro del Partido Colorado al igual que su familia, pero no compartía varios de sus postulados, e incluso era resistido por Batlle y Ordóñez.
Ingresó como miembro del Parlamento en 1905, destacando como el diputado más joven con 32 años, y como un experto en economía y finanzas.
Durante su carrera política, se desempeñó como asesor en temas económicos, financieros y diplomáticos para todos los gobiernos, desde 1905 hasta 1939. Sus aportes legislativos se encuentran documentados en el Diario de Sesiones de la Cámara de Representantes, donde presentó estudios e informes en campos variados como el manejo de la tierra, el capital, el trabajo, la moneda, los bancos, los impuestos y el comercio. 
Entre el 18 de marzo de 1907 y el 9 de septiembre de 1907 fue ministro de Industria, Trabajo e Instrucción Pública, cargo creado por la Ley 3.147 durante el gobierno de Claudio William.
A un mes de asumir, fundó la Oficina del Trabajo y fue pionero en la promoción de la Ley de 8 horas laborales y las pensiones de vejez. Fue el primero en mencionar la Ley de 8 horas en un documento público, específicamente en el estatuto que definía los objetivos estratégicos de la Oficina del Trabajo, en el decreto de su fundación en abril de 1907. 
Entre sus aportes como ministro destacan la fundación de 200 escuelas rurales por decreto ministerial enviado a la Asamblea General el 1 de abril de 1907, la redacción de la Carta Orgánica de la Universidad en diciembre de 1907 por el «Proyecto de Reforma Universitaria» presentado el 14 de mayo de ese año, y la creación de regulaciones para la pesca marina.
Compró la propiedad «Estanzuela» para fomentar estudios de fitotecnia y genética, contribuyendo al aumento de la producción de alimentos en el Río de la Plata.
Entre 1919 y 1923 fue ministro del Interior del presidente Baltasar Brum. En 1933, Brum rechazaría el Golpe de Estado de Terra, quitándose la vida antes de entregarse.
En el año 1920 creó el Instituto Nacional Cooperativo, que equilibraba los principios empresariales con beneficios sociales, ofreciendo una alternativa a los sistemas capitalista y comunista.
Interpeló al Ministro de Obras Públicas porque la empresa inglesa de Aguas Corrientes se negaba a suministrar agua a más de mil casas obreras, considerando esto un atentado a la sanidad pública.
Promovió también reformas agrarias y apoyó medidas para asegurar la alimentación de los necesitados mediante comisiones honorarias departamentales que gestionaban la distribución de alimentos.
Junto a Domingo Arena logró la sanción de una ley que ayudaba a que más ciudadanos pudieran acceder a la tierra, habilitando el pago al contado primero de un 15% y el 85% restante en un plazo de 30 años.
Expresó Terra sobre esta ley que el objetivo que debían trazarse era «hacer durante el menor tiempo posible a la mayor cantidad de nuevos propietarios». Con esta ley concluye su labor legislativa.
En 1925 se unió a la «Logia Garibaldi» de la «Gran Logia Masónica de Uruguay». En 1931, al convertirse en Presidente de la República, pasó por reglamentos masónicos de la época a ser «Grado 33º», «Gran Protector de la Orden», «Gran Maestre» y miembro del «Supremo Consejo del Grado 33º y Último del Rito Escocés Antiguo y Aceptado para la República Oriental del Uruguay».
Renunció en marzo de 1933, considerado «traidor de los principios masónicos» tras el golpe de Estado. Su expulsión debilitó a la masonería hasta el fin del régimen.
Entre 1923 y 1924 sirvió como presidente de la Cámara de Representantes.
En 1925 ingresó al Consejo Nacional de Administración, donde presentó muchos proyectos referidos a los más diversos sectores de la administración pública.
Se interiorizó profundamente sobre las posibilidades y beneficios de la hidrogeneración, desarrollando reuniones con el ministro de Obras Públicas Juan A. Álvarez Cortés y el ministro de Hacienda Pedro Cosio. 
Desde el C.N.A. Terra envía al Parlamento el proyecto finalmente aprobado como Ley 8308 del 16 de octubre de 1928, para financiar los estudios de aprovechamiento hidroeléctrico del río Negro, río Uruguay y río Queguay, y se creó la Comisión Nacional de Estudios Hidráulicos, con integrantes de distintos organismos del Estado.

### Filosofía política

Discurso de Gabriel Terra a ante trabajadores en 1937

En su formación fue inspirado por las nuevas teorías francesas como el solidarismo y la economía política. Criticó la política de endeudamiento del Estado y defendió la unificación de deudas creada por su padre una década atrás. 
En sus mítines se han registrado citas a Platón, Marco Aurelio, Otto von Bismarck e incluso Karl Marx o Vladimir Lenin. 
Fue defensor del cooperativismo, pretendiendo imponer este modelo en diversas áreas de la sociedad. En su ejercicio como diputado por Durazno propuso la creación de una ley para crear una cooperativa agraria nacional:
Dicha ley preveía, entre otras cosas, la reglamentación de la venta de productos ganaderos y agricultores en las denominadas tabladas y mercados.  Así como la creación de un Frigorífico Nacional y un Banco Ganadero, Agrícola e Industrial. 
En su presidencia, tras la expropiación de todos los expendios de leche, fue creada la Cooperativa Nacional de Productores de Leche.

## Candidatura
En 1930 durante el último período presidencial de Juan Campisteguy, se postuló como precandidato a la presidencia de la República por el Partido Colorado integrando un sector mayoritario dentro del batllismo, el cual se encontraba sumamente dividido tras el fallecimiento de José Batlle y Ordóñez.
Los primeros en proponer la candidatura de Terra fueron los ciudadanos del sector universitario, en una carta firmada por más de 600 profesionales cuyos nombres aún están registrados en libros de historia, decía el documento: 

"Candidato Popular. Cómo profesor de economía política y cómo Legislador, creando recursos para la Sanidad Pública y la Instrucción Pública. Por su intervención cómo ministro haciendo la reforma que organiza los Consejos de Facultad dando representación a los estudiantes. Por el decreto que instaló de una sola vez doscientas escuelas en la campaña. Por el éxito de sus gestiones en el exterior cómo la firma del Tratado de Arbitraje Amplio. Cómo mensajero de paz con la Argentina y cómo delegado en Congresos Financieros. Por su acción fecunda en el Consejo Nacional de Administración llevando adelante el magno Proyecto de Aprovechamiento Hidroeléctrico del Río Negro y dando impulso por su vocación de Estadista a la gran política de obras públicas. Por sus virtudes. Por su espíritu, por su patriotismo y carácter, los universitarios que suscriben, proclaman y se proponen defender cómo candidato a la Presidencia de la República al Doctor Gabriel Terra..."

En dicha elección se enfrentó en la interna del colorada con Federico Fleurquin apoyado por los sectores más afines a Batlle y Ordóñez, y con Pedro Manini Ríos por el Riverismo. En filas del Partido Nacional se presentaron Luis Alberto de Herrera por el herrerismo y Eduardo Lamas por el radicalismo blanco. En dicha elección también participaría el Partido Comunista con una magra votación.
Por su parte los batllistas, con la idea de mantener los votos riveristas dentro del lema (Partido) intentaron acordar concederle la Presidencia de la República a Pedro Manini Ríos si su sector aportaba el 17,5% de los votos colorados.
Las elecciones generales de 1930 se llevaron a cabo el domingo 30 de noviembre de ese año. De acuerdo con la Constitución de 1918, se votaron los cargos de Presidente y de un tercio del Consejo Nacional de Administración, además de los miembros al Poder Legislativo.
El Partido Colorado obtuvo la victoria con un 52,02% de los votos (165.827). De los cuales, la candidatura de Gabriel Terra obtuvo 136.832 y la de Fleurquin unos 8.340. Mientras tanto, Pedro Manini Ríos obtuvo 28.882 votos, el 17,42% de los votos dentro del Partido Colorado, no logrando por escaso margen el 17,5% acordado para lograr la Presidencia.

## Primera presidencia
Asumió la presidencia el 1 de marzo de 1931, fecha en la que también asumieron las nuevas autoridades del Consejo de Administración, entre ellas Juan Pedro Fabini quien asumiría la presidencia del cuerpo para el primer periodo. Cabe destacar, que Terra desde los inicios mantuvo cierta oposición al existencia de un ejecutivo colegiado y fue crítico de la Constitución de 1918, sosteniendo que era un sistema inviable que generaba ingobernabilidad. 
Para noviembre de 1932, la crisis económica y política, aumentaba la crispación de sectores del gobierno, la cual termina con el distanciamiento de Terra con varias figuras y dirigentes del Batllismo. Al poco tiempo de su distanciamiento iniciaría una gira considerada inconstitucional por el interior del país a planteando la necesidad de reformar la constitución.
En esta gira recorre y visita los departamentos de Tacuarembó, Salto y Minas, posteriormente en enero de 1933 Durazno y en febrero Rocha, instigando la movilización de miles de agricultores por el centro de Montevideo. El 1 de abril se realiza una en Montevideo en la que participan varios sectores rurales y reaccionarios.
Las propuestas del Consejo Nacional de Administración discrepaban con los intereses de varios sectores, los cuales apoyarían a Terra para que en marzo de 1933 disolviera el Parlamento y el Consejo Nacional de Administración, implantando una dictadura.

## Crisis de 1929 y Constitución de 1929
Para enero de 1933, 200.000 pensionistas se quedaron sin sus servicios, el sistema de salud pública arrastraba un déficit diario de cinco mil pesos, había escasez de medicamentos, los funcionarios no recibían su salario, y los hospitales corrían el riesgo de ser cerrados por la imposibilidad de sostenerlos por más tiempo. Las exportaciones sufrieron una disminución del 50% en comparación con épocas de normalidad, con créditos congelados en el comercio exterior que ascendían a más de cincuenta millones de pesos. El encaje oro del Banco de la República estaba minado y disminuido enormemente debido a medidas que se traducían en general confusión y desacierto. 
La cotización de las materias primas que tradicionalmente exporta Uruguay, como la carne y la lana, estuvieron en sus mínimos históricos. La crisis del 29 duró en Uruguay entre 1929 y 1933. Durante este período, el PIB cayó un 33%, entre 1933 y 1938 creció un 29.43% y se estancó durante la Segunda Guerra Mundial. Recién en 1950, el país recuperó su credibilidad financiera a los niveles de finales de la década de 1920.
El Consejo Nacional de Administración fue establecido como un ente gubernamental conforme a la Constitución de 1918. Este órgano estaba compuesto por nueve miembros elegidos cada seis años, renovados en su tercera parte cada dos años, con la restricción de no poder ser reelectos sin un período de dos años entre la elección y el cese de su cargo. El cargo de Presidente del Consejo Nacional de Administración correspondía al candidato del lema más votado en la elección. Su responsabilidad era la administración de áreas como Instrucción Pública, Obras Públicas, Trabajo, Industrias, Hacienda, Asistencia e Higiene, y la preparación del presupuesto general de la Nación. Este organismo actuaba como un tercer centro de discusión junto al parlamento y el senado.
Además de sus funciones administrativas, el Colegiado tenía atribuciones legislativas y ejecutivas. Su establecimiento fue un experimento político sin precedentes. La Constitución de 1918 se aprobó en el Plebiscito constitucional de Uruguay de 1917 con una participación del electorado del 38.20%, lo que la hizo carecer de un amplio apoyo popular, con 89.322 votos de 233.850 votantes habilitados. 
El intento de realizar un plebiscito para reformar el sistema era obstaculizado por el propio Colegiado, que establecía barreras burocráticas para su realización. Entre 1932 y 1933 existieron tres pedidos de plebiscito y firmas de decenas de miles de ciudadanos. Se requería dos terceras partes de la Cámara Baja, dos terceras de la Cámara Alta y dos terceras partes del Consejo Nacional de Administración de mayoría pro-colegiado. En caso de haber sido aprobado, recién se hubiera celebrado un plebiscito en 1935 e iniciado un proceso para llamar a una Asamblea Constituyente que hubiera demorado meses, o más, en redactar una nueva Constitución, en plena crisis. Terra, junto a otros, inició una campaña inconstitucional de reforma a lo largo del país y presentó otros múltiples pedidos de plebiscito que fueron rechazados por el Colegiado. 

La primera medida del 31 de marzo de 1933, fue el Decreto-Ley 8.941 de la mencionada fecha. En su artículo 7.º, se convocó a elecciones y a una Asamblea Constituyente para modificaciones a la Constitución vigente. Electa el 25 de junio de 1933 por Mensaje del Poder Ejecutivo de 3 de abril de 1933 y Ley N.º 9.038 de 16 de mayo del mismo año.
Se propuso un nuevo texto constitucional que fue llevado a plebiscito el 19 de abril de 1934 y promulgado el 18 de mayo de ese año. La Ley 8.942 establecía: «La Junta de Gobierno convocará con todas las garantías que la Constitución y las leyes actuales establecen para el sufragio, a una Asamblea Constituyente para que dicte la Constitución de la República, que será sometida antes de su vigencia, a la ratificación del pueblo» 
En el Plebiscito constitucional de Uruguay de 1934, el 56.34% del cuerpo electoral apoyó la reforma, con 238.269 votos de 422.865 votantes habilitados, contrastando drásticamente con el pequeño porcentaje que respaldó la Constitución de 1918. 

## Dictadura
Con la crisis en su punto más álgido, el 31 de marzo de 1933 Terra trasladó su despacho presidencial al Cuartel Centenario, custodiado por los bomberos, y por medio del Decreto-Ley 8.941 disolvió el Consejo Nacional de Administración, la Asamblea General y convocó al Plebiscito constitucional y a las Elecciones Constituyentes de 1933. El golpe fue dado por la Policía Nacional y la Dirección Nacional de Bomberos.
Estas acciones inmediatamente tienen el respaldado de los sectores mayoritarios del Partido Nacional entre ellos el herrerismo, liderado por Luis Alberto de Herrera y otros sectores dentro del Partido Colorado como el Vierismo y el Riverismo. Quienes respaldaron el golpe le otorgaron la denominación de «Revolución de Marzo».

"¡Qué gran suceso acaban ustedes de presenciar! Es consolador lo que estamos viendo: realizado el ensueño de liberación nacional que ardía en el pecho de los buenos ciudadanos (...) Es el comienzo de un nuevo tiempo. Los primeros pasos no puede ser más acertados (...) Rodeen al presidente, apóyenlo (...) Lo esencial es poner la patria por encima de los partidos (...) Consumada la crisis, yo no hago falta ahí".
Carta escrita por Luis Alberto de Herrera  desde Río de Janeiro y publicada en El Debate

Por su parte las acusaciones y la resistencia contra el golpe de estado no tardaron en llegar por distintas personalidades de la política. El 31 de marzo, el mismo día en que se producía la disolución de las cámaras, el expresidente Baltasar Brum trató de instar a la resistencia del golpe de Estado, y se atrincheró en su casa particular sobre la calle Río Branco 1394 en el centro de Montevideo, dispuesto a rechazar la detención por parte de la policía que permanecía expectante a una cuadra de distancia con órdenes de preceder sin agredir a Brum, que estaba secundado por su hermano y un puñado de partidarios quedó a la espera de un levantamiento popular contra la dictadura que no llegó a producirse. Brum, caminando en solitario hacia el centro de la calle, se suicidó con un disparo en el corazón.
El suicidio de Brum ha sido interpretado de diversas maneras por contemporáneos del hecho, que incluso alegaron un desequilibrio mental de parte del expresidente, pero es visto en la actualidad por todos los sectores políticos como un símbolo de la resistencia a la dictadura en un gesto romántico y dramático.
El golpe de Estado de Terra inauguró un período denominado por los historiadores como «dictadura de Terra», y por sus opositores contemporáneos cómo «Dictadura Marzista», mientras los que apoyaron el golpe lo llamaron «Tercera República» (por ser la tercera Constitución Nacional de 1934) o «Gobierno de Marzo». 

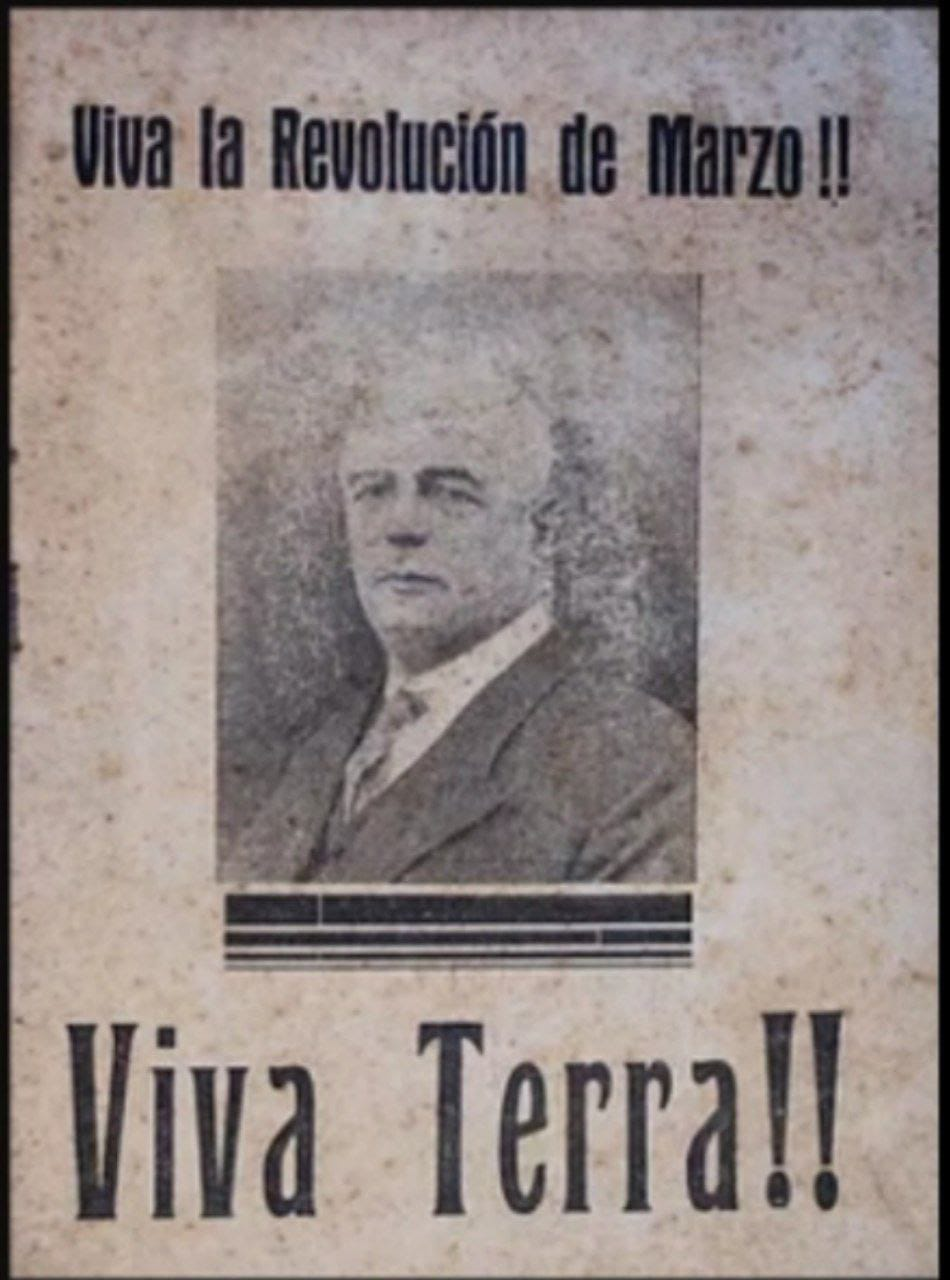
Propaganda del Régimen de Terra.

Tras producirse el golpe se instauraría un gobierno de carácter nacionalista, tradicionalista, proteccionista, industrializador y antiliberal que mezclaba socialismo y nacionalismo inspirado en las teorías cooperativistas y solidaristas difundidas por Gabriel Terra en sus escritos «La deuda pública en el Uruguay» (1895), «Corporativismo y Socialismo: Subdivisión de la tierra» (1921) y «La energía hidro-eléctrica del río negro» (1928).
A la dictadura se opusieron el Batllismo, los Blancos Independientes, el Partido Socialista y el Partido Comunista. 
En 1934 se llamó a conformar una convención constituyente en la cual Terra hizo promulgar una nueva Constitución política que retornó el presidencialismo al Uruguay e institucionalizar su gobierno de facto, siendo reelecto presidente por la llamada III Convención Nacional Constituyente para el período 1934-1938, desempeñando el mando hasta el 19 de junio de 1938.
La Constitución de 1934 tuvo vigencia hasta la Constitución de 1942, cuando se produce un nuevo golpe de Estado encabezado por Alfredo Baldomir.
La nueva carta magna restringió la inmigración de «alcohólicos, enfermos mentales y discapacitados»,  despenalizó la homosexualidad y el aborto por motivos eugenésicos. Incorporó derechos, ya planteados como leyes pero ahora agregados en la carta magna, como el derecho a la huelga, derecho a la vivienda, derecho al trabajo, derecho a la salud, derecho al alimento, protección a la Infancia y la familia, igualdad entre ambos sexos, voto femenino. Creó Entes Autónomos y Servicios Descentralizados, el Contralor del Estado sobre capitales trustificados y Oligopolios y la Prohibición de la Usura.
La política exterior de la dictadura de Terra fue de alineación con Estados Unidos e Inglaterra en sus comienzos. Roosevelt después de la «Conferencia Interamericana de Consolidación de la Paz» de 1936 en Buenos Aires, visitó Uruguay y pactó el pago de la deuda con Estados Unidos. En junio de 1935 con el tratado Cosio-Runcinam se logró el pago de la deuda con Inglaterra.
Uruguay no pidió créditos externos durante su gobierno, en 1938 pagó la deuda externa de 61.000.000 de pesos, heredados del período que abarcó la Guerra Grande en el siglo XIX, hasta el año 1933. En 1935 rompió relaciones con la URSS, en 1936 con la República española y estrechó vínculos con las Potencias del Eje. En 1938 viajó a Italia como Presidente del BROU, amplió los tratados económicos mutuos y suscribió un acuerdo de cooperación militar.
La administración financiera del joven ministro César Charlone ha sido elogiada por su gestión eficaz de la crisis. Desde 1933 hasta el retiró de Terra en 1939, el PIB per cápita nacional creció un 29,43%.
En las elecciones de 1938 en las que por segunda vez desde 1934 se voto Vicepresidente y en las que votaron por primera vez la mujeres en Uruguay, casi duplicando los ciudadanos habilitados a votar. Fueron electos Baldomir Ferrari ministro de Defensa, junto al ministro de Hacienda César Charlone, adquirieron el poder con la fórmula electoral más votada de la historia con 61.4% de los votos, el 19 de julio de 1938. 

### Resistencia a la dictadura

Manifestaciones contrarias al atentado contra Gabriel Terra el 2 de junio de 1935,

Misa en la Iglesia Matriz en honor a Gabriel Terra

El quiebre institucional generó una profunda división en los partidos tradicionales. En el caso del Partido Colorado el suicidio del expresidente Brum el mismo día del golpe y su posterior sepelio fueron los primeros actos de rechazo a la dictadura.
La convención del batllismo, reunida el 30 de mayo de 1933, condenó el golpe y la persecución que sufrían los principales dirigentes del sector. En octubre de ese mismo año nacería una víctima famosa de la dictadura de Terra, el Doctor Julio César Grauert, quien tras iniciar un tiroteo con la policía al regresar de un acto político el 26 de octubre de 1933 en donde incito una «contrarrevolución», fue baleado e internado en el Hospital Militar y 3 días después murió de gangrena. El entierro de Grauert se transformó en otra manifestación popular de condena al régimen.
En 1934 la coalición gobernante de la dictadura comenzó a mostrar sus primeras fisuras. A fines de 1934, Pedro Manini Ríos, abandonó el gabinete por discrepancias con algunos nombramientos del gobierno. En septiembre de 1935, el ministro del Interior, Alberto Demicheli, uno de los principales redactores de la reforma constitucional de 1934, renunció a su cargo por no compartir la política de censura a la prensa.
En 1935 hubo algunos momentos de tensión política, en particular un intento de asesinato contra el presidente por parte de un político batllista, donde una bala atravesó su hombro de izquierda a derecha, rozando el corazón, Terra se recompuso esa misma noche en el hospital, mientras se preparaba para un acto protocolar junto a Getúlio Vargas, ocurrió una masiva manifestación espontánea a su favor de más de 200.000 personas en Montevideo, más adelante diría que fue su «apoteosis en vida».  El dictador brasilero Getulio Vargas, íntimo amigo de Terra, bromeó con que «la bala extraída debería colocarse en el monumento póstumo a este gran héroe uruguayo».
El régimen llevó a cabo detenciones, destierros y confinamientos a distintas figuras contrarias al régimen, muy común fue el encarcelamiento en la Isla de Flores. Víctimas del régimen fueron el socialista Emilio Frugoni, el nacionalista Gustavo Gallinal, el batllista Luis Batlle Berres, el batllista y a la postre Vicepresidente de la república, Alfeo Brum, el escritor Francisco "Paco" Espínola y el investigador veterinario Miguel C. Rubino.

Gabriel Terra junto a Getulio Vargas en 1935

En 1935 también ocurrió la llamada Revolución de Enero, una corta e infructuosa rebelión de nueve días cuyo principal enfrentamiento fue la Escaramuza de Paso Morlán. La Revolución de Enero fue reprimida por el Ejército Nacional, la Policía Nacional y milicias de voluntarios civiles a favor del gobierno. En esta revolución fueron usadas por primera vez las fuerzas aéreas uruguayas al bombardear el campamento de los revolucionarios en Río Negro tras haber anunciado conversaciones de paz.

Concentración en la Plaza Matriz durante la misa por el fallido atentado contra Gabriel Terra

Además, fueron detenidos, encarcelados o perdieron sus puestos públicos aquellos profesionales universitarios que no firmaran una carta de adhesión expresa al régimen de Terra. Muchos debieron exiliarse en Argentina para no ser apresados e internados en la Isla de Flores.

### Institucionalización de la dictadura
El presidente Terra denominó al quiebre institucional como «revolución de marzo» con el propósito de destacar el carácter fundacional del régimen y desalentar el uso de la palabra dictadura. Asimismo, la coalición gobernante buscó legitimarse mediante la elección de una Asamblea Nacional Constituyente encargada de redactar una nueva Constitución.
El 25 de junio de 1933 se realizó la elección de los constituyentes con la participación del 58% de los ciudadanos habilitados. Los batllistas, nacionalistas independientes y socialistas no participaron. En esta elección un 53% de los votantes optó por las listas coloradas (terristas y riveristas), un 41% por las del Partido Nacional, un 4% por las de la Unión Cívica y un 2% por las del Partido Comunista. Finalmente, la Asamblea se instaló el 25 de agosto con un total de 285 miembros, de los cuales más de la mitad eran colorados (33% terristas, 10% riveristas, 5% vieristas y 5% sosistas). Seis meses más tarde, en marzo de 1934, se sancionó una reforma que sería ratificada por la ciudadanía en un plebiscito realizado en forma simultánea a una elección nacional. Esta nueva Constitución, sería la Constitución de 1934.
En esta elección nacional, los comicios del 19 de abril de 1934, la principal área disputada era la Cámara de Representantes, pues la nueva Constitución establecía que Terra seguiría ejerciendo la presidencia de la República y el Senado sería repartido en dos mitades entre los dos partidos más votados (el conocido «Senado 15 y 15»). Sumadas, las listas terristas, riveristas, vieristas y sosistas se adjudicaron 55 de las 99 bancas. Los sectores opositores a la dictadura ya mencionados tampoco participaron en estas elecciones.

## Constitución de 1934
Los derechos de naturaleza social y económica se introdujeron en Uruguay con la reforma de la Constitución de 1934. Este cambio se enmarca en el pasaje del Estado Liberal de Derecho al Estado Social de Derecho. Según análisis jurídicos actuales, la Constitución de 1934 fue innovadora y significó la transformación de la organización y el rol del Estado. La protección de bienes jurídicos pioneros se refiere al empleo, la vivienda, la educación, la cultura, la seguridad social, la familia, la niñez, los indigentes, etc.
La Constitución de 1934 en Uruguay introduce un cambio radical en la parte filosófica, aquella relativa a los derechos y deberes. Por un lado, incluyó normas donde el Estado asumió un rol activo debiendo brindar apoyo económico o social. Así, puede verse cómo se incluyó la actitud del Estado para con la familia, la maternidad, la enseñanza, la vivienda, el trabajo, los sindicatos, la huelga, el derecho obrero, la propiedad intelectual, la riqueza artística e histórica del país y los funcionarios públicos. También incorporó los "deberes": deber de trabajar, cuidar de la salud, educar a los hijos. En relación con los derechos que se incorporaron, pueden verse los artículos: 3, 34, 38, 39, 40, 41, 42, 43, 44, 45, 46, 48, 49, 50, 53, 54, 55, 56, 57, 67 inc. 1.º; 68; 69; 70; 71.
Fue el primer y único texto constitucional de un Estado moderno que prohibió la usura. En la Constitución de 1934 se incluye la prohibición de la usura en su artículo 52: “Prohíbese la usura. Es de orden público la ley que señale el límite máximo al interés de los préstamos. Esta determinará la pena a aplicarse a los contraventores”. Sobre esta disposición constitucional, según la opinión de la destacada jurista Dra. Adela Reta, esta disposición sostuvo:

a) Que se trata de una disposición programática que impone al legislador concretar la prohibición de la usura; b) El constituyente quiso asegurarle al individuo el ejercicio de dos derechos fundamentales que reconoce en el mismo capítulo y que son la libertad y la propiedad; c) El legislador deberá adoptar los mecanismos para asegurar el ejercicio de esos derechos por parte del más débil, evitando el exceso que quiebre la debida proporción de las prestaciones en los negocios bilaterales; d) Por ser de orden público no puede ser desconocida por acuerdos entre particulares.

Como legislador, Gabriel Terra fue un pionero en combatir la usura y sus esfuerzos provocaron la primera ley referente a combatir los intereses en 1915, idea que profundizó en su gobierno y dejó para la posteridad en la Constitución en un artículo exclusivo de Uruguay que se mantiene hasta la actualidad.
En la reforma de 1934 en Uruguay se introdujeron en la Carta los derechos relativos a la educación y la cultura (artículos 68 a 71). Así, se establece la libertad de enseñanza y el derecho de los padres a elegir la educación de sus hijos, lo que incluye maestros e instituciones. Se declara obligatoria la enseñanza primaria y media, agraria e industrial. Además, se declara de utilidad la gratuidad de la enseñanza oficial, primaria, media, superior, industrial y artística, y de la educación física, previéndose que se atenderá especialmente la formación del carácter moral y cívico de los alumnos. El Estado, en su rol activo, debe asumir una acción dirigida a la promoción de la educación y la cultura. Asimismo, se prevé la exoneración de impuestos para instituciones de enseñanza privada y culturales de la misma naturaleza como forma de subvencionar estas acciones, que significan un beneficio para los individuos y ameritan el apoyo estatal.
La Constitución de 1934 elimina la referencia al «gobierno representativo» que se inserta en las Constituciones anteriores y pasa a denominarlo: «gobierno democrático republicano». Su gobierno será ejercido directamente por el Cuerpo Electoral en los casos de elección, iniciativa popular en materia legislativa y constitucional, plebiscito y referéndum, e indirectamente por los poderes representativos que establece la Carta.

## Obras de la Dictadura

### Sector agropecuario

Vehículo de hidrógeno presentado por el Ingeniero Adolf Ludín tras el boicot de las petroleras Shell plc, Texaco y Standard Oil a Uruguay, debido a la creación de la petrolera estatal.

En su discurso de 1932 en la ciudad de Minas, hizo referencia a su iniciativa de una reforma agraria, que serviría de ayuda alimentaria a los hogares desocupados, denunciando en sus palabras «situaciones desesperantes sin que se les proporcione tierra a los que quieran trabajar», ideas que ya había expresado en 1907 cuando era diputado, con un proyecto de ley para aglutinar a todos los sectores de la producción del país creando la «Cooperativa Nacional» o en su libro «Socialismo y Cooperativismo: Subdivisión de la tierra» del año 1922 cuando era Ministro del Interior. 
Efectuó varios programas con tres finalidades esenciales, la modernización de la producción agrícola, la eliminación del hambre y la subdivisión de la tierra. En 1935 se crea el Ministerio de Ganadería, Agricultura y Pesca. 
Creó el "Instituto Nacional de Alimentación Científica del Pueblo", la «Ley de cultivo obligatorio», la «Ley de reparto de campos», otorgando a más de 2.000 familias de bajos recursos, tierras y elementos para la producción mediante beneficios fiscales y crediticios, entre más de 2.300 tractores y arados de fabricación nacional, para 1937 la producción agrícola aumentó la superficie de cultivo en 351.000 hectáreas y dio labor a 31.000 personas más que al inicio de la dictadura. Se adquirieron tierras y se ampliaron las colonias oficiales en 24.576 hectáreas más. En la ley 9053 aprobada el 20 de junio de 1933 se incorporó un régimen de concesión de préstamos de hasta el 20% del valor de cada predio, destinados a proporcionar a los agricultores los recursos para poblar e introducir mejoras para la explotación. En 1933 fueron creados  los comedores escolares gratuitos del Ministerio de Instrucción en todas las escuelas públicas primarias del país.

### Industrialización nacional y cooperativismo
Durante el periodo de facto se desarrolló una política industrializadora de sustitución de importaciones inspirada en el modelo de industrialización de Bélgica la cual sustituía al modelo agroexportador. .
Entre 1933 y 1938 la industria creció un 160%, se fundaron más de 14.500 fábricas nuevas, en 1933 existían 8.000 fábricas y para 1937 una 17.000, se realizaron obras públicas de importancia, como un programa masivo de carreteras y viviendas obreras a través del Ministerio de Obras Públicas y mediante el naciente Instituto Nacional de Viviendas Económicas., 
En 1937 inició la construcción de la represa de Rincón del Bonete, considerada un hito en la historia de la ingeniería mundial por el IEEE, el 13 de enero de 1938 se firmó la creación de un Comisión Técnica para la creación de la aún más potente represa de Salto Grande y sentó las bases para construir las otras centrales hidroeléctricas, represa de Baygorria y represa de Palmar, lo que convirtió a Uruguay en el primer y único país moderno con autosuficiencia energética.

Telegramas intercambiados entre Adolf Hitler y Gabriel Terra, a instancias del inicio de las obras de la Represa de Rincón del Bonete.

En 1937 también inauguró la Refinería de la Teja junto al Barrio Obrero de ANCAP, ambas obras iniciadas en 1934. 

El 31 de marzo de 1938 es inaugurado  el Laboratorio Nacional de Magnitudes Eléctricas de las Usinas y Teléfonos del Estado.

Primer motor eléctrico diseñado y fabricado por un país en el hemisferio sur, diseñado por científicos uruguayos y elaborado netamente con elementos nacionales por el monopolio estatal Administración Nacional de las Usinas Eléctricas y Telefónicas del Estado, a pesar de su tamaño reducido era de alto voltaje y tenía la capacidad de impulsar 2.4 toneladas por segundo, fue presentado en el año 1934, parte del proyecto del Dr. Gabriel Terra para dejar de depender del petróleo extranjero, según escribió en 1928 en su libro "Aprovechamiento hidroeléctrico del Río Negro". Su producción en masa originalmente tenía como finalidad proveer a cada hogar rural de un taller, aunque abasteció a la industria metalúrgica, automotriz, minera, etc. Actualmente desde 2022 está en expansión el uso de tractores impulsados por tecnología similar.

### Sector salud
El 11 de enero de 1934 creó el Sistema de Salud Pública con el decreto Ley 9.202, su Carta Orgánica vigente hasta la actualidad. Ese mismo año se inició la construcción del Hospital de Clínicas Dr. Manuel Quintela con 110.000 m² en 23 pisos más imponentes clínicas externas, fue el hospital más grande de América y uno de los más grandes y modernos del mundo, era considerado el símbolo del avanzado sistema de Salud Pública uruguayo.
Con el inicio de obras del Hospital de Clínicas se inició la construcción de hospitales en Dolores, Rocha, San José y en Cardona, se inició la ampliación y modernización de los de Florida y Treinta y Tres.
En 1937 se inició la construcción de los edificios de la Facultad de Química y Farmacia, Facultad de Odontología y el Instituto de Higiene y Enfermedades Infecciosas.

### Política comercial
»Toda esta obra constructiva se ha efectuado con recursos propios, sin nada pedir al extranjero, mientras que en el pasado cualquier iniciativa de esta trascendencia debía recurrir invariablemente al oro extranjero, que si bien nos permitió desenvolvernos en muchas oportunidades, originaba incesantemente nuevos y pesados gravámenes sobre nuestra incipiente economía, cuya vitalidad se iba estrangulando paulatinamente.»

Gabriel Terra el 18 de mayo de 1937, discurso declarando la "independencia económica de la nación".

El sistema financiero fue reformado mediante la aprobación de la "Ley del Revaluo", la emisión del crédito y la actividad comercial de la banca fue monopolizada al 100% por el "Departamento de Emisión" creado en 1935, en base al artículo 51 de la Constitución de 1934 ("Prohibase todo tipo de usura"). El 14 de abril de 1933 se eliminó el cobro de deudas, benefició especialmente a pequeños y medianos productores rurales, amortizó las deudas, canceló el pago de 55.000.000 de créditos externos y fijó todos los intereses al 4% anual mediante la Ley 9.071.
No pidió créditos externos, en 1935 pagó la deuda con Reino Unido, en 1936 con Estados Unidos y para 1938 pagó toda la deuda externa de Uruguay, que constituían 61.000.00 de pesos contraídos desde la Guerra Grande en el siglo XIX, hasta 1933. Se redujeron impuestos, se anuló todo impuesto a quien ganaba menos de 100 pesos mensuales, entre 1934 y 1938 la gestión tuvo importantes superávits como uno de 9.65% de 1935.
Entre 1933 y 1937 hubo una ampliación de mercados de más del 80% como consecuencia de tratados entre Estados, principalmente tratados con Alemania, con el Brasil, con los Países Bajos, con el Japón, con España e Italia, se prohibió la circulación interna de divisas y productos extranjeros sin autorización.
El 9 de noviembre de 1934, por el decreto del 1 de agosto de ese año, se creó la "Comisión Honoraria de Importación y Cambios" esta ley reformó, amplió y efectuó las facultades del Banco de la República Oriental del Uruguay (B.R.O.U.) en la regulación del comercio, el mercado de divisas y la entrada de productos. 
Se fijó el valor de la moneda a nivel nacional. Para 1937 el "Fondo de Divisas" contó con 30.000.000 de pesos en divisas, recursos con los que para 1938 había terminado de liquidar toda la deuda externa uruguaya.

### Política salarial
En septiembre de 1933, durante la dictadura de Gabriel Terra, se establece que el Instituto Nacional del Trabajo y Servicios Anexados pase a sustituir a la Oficina Nacional del Trabajo, manteniendo las funciones inspectivas y la finalidad de vigilar el cumplimiento de las leyes laborales. Más adelante, el Instituto se sustituyó por la actual Inspección General del Trabajo.
Terra en su primer discurso público después del Golpe de Estado durante una transmisión radial el 8 de abril de 1933:

«uno de los grandes defectos del régimen capitalista es el sistema de asalariado [...] justo que quien contribuya a la formación de una riqueza partícipe de los beneficios del empresario, ya sea el Estado o particular.»

### Nacimiento de la industria cinematográfica profesional y como propaganda
Poco después del surgimiento de las primeras propuestas amateur en la década de 1920's que apuntan a la formación de un cine nacional, comienza en el gobierno de Gabriel Terra la instalación de dos laboratorios y tres estudios de rodaje que con la financiación del recién creado Ministerio de Educación y Cultura produjeron entre 1933 y 1938 cuatro producciones profesionales.
Los contenidos y narrativas de las producciones de la época buscaban legitimar la corriente política que en ese momento ocupaba el poder en el país y es durante este período que las producciones nacionales se profesionalizan además de integrar el sonido como un elemento del lenguaje cinematográfico. 
La primera de ellas en experimentar tal cambio fue la película uruguaya "El pequeño héroe del arroyo" de un sorprendente éxito internacional, fue reestrenada en 1933, posteriormente se continuó con los largometrajes "Dos destinos" en 1936 de Juan Etchebehere, "Vocación" en 1938 de Rina Massardi y dos películas más también en 1938, "Soltero soy Feliz" de Juan Carlos Patró y finalmente "Radio Candelario" de Rafael Jorge Abelláuno que mostró un evidente avance en la calidad del cine nacional, siendo también un verdadero éxito en taquilla.
Durante la Segunda Guerra Mundial el cine uruguayo profesional se paralizó a causa de las presiones políticas que el país enfrentaba, posteriormente, no se realizaron producciones significativas con apoyo estatal y el cine nacional no prosperó debido a la influencia de Hollywood y de Estados Unidos durante la posguerra.
Las películas más destacadas de las cuales se tiene registro producidas durante el gobierno de Terra son "Dos Destinos" (1936) y "Vocación?" (1938). 
"Dos Destinos" (1936) fue destinada a mostrar los avances urbanísticos del régimen, las nuevas avenidas, parques, la construcción de la avenida Agraciada (actual avenida Libertador Gral. Juan Antonio Lavalleja), sus edificios públicos como la sede de A.N.C.A.P. o la sede de la Caja de Jubilaciones (actual B.P.S.) y las nuevas carreteras pavimentadas, también mostrar una idealización de la vida rural y militar contraponiéndose a los "vicios" urbanos y del dinero. Contó con la creación de música exclusiva para la película, fue e producida por la productora Ciclolux (uno de las 3 estudios cinematográficos fundados por el gobierno), con Juan Etchebehere como director y en el reparto "Pepita" Ceppi, Luis Farina, Carlos Garbarino, "Pepe" Corbi, Ángel D. Rodríguez y Tina Lova, un guion de Edmundo Bianchi (anarquista opuesto al gobierno de Terra, muy cercano a Emilio Frugoni quien fue encarcelado por el gobierno entre 1933 y 1934) y música de Guillermo Zausti. La propia película en su inició decía inaugurar el cine como "nueva expresión del alma uruguaya" y la propaganda la mostró como la "primer película uruguaya".
La segunda película conservada hasta la actualidad, "Vocación?" (1938) de  Rina Massardi, fue la primera película lírica de Sudamérica, así como la primera película dirigida por una mujer en Latinoamérica. Fue filmada entre 1936 y 1937 y estrenada en 1938. Muestra una idealización de la vida rural, la exaltación de las tradiciones gauchas, la superación de la división entre clases sociales, a la vez que manifiesta prejuicios raciales e incluso finaliza con un milagro realizado por una virgen mientras en el Cerro del Verdún los personajes "aceptan su destino" y aceptan que "el amor lo puede todo" mientras suena música de Tchaikovsky y la cámara enfoca a la pareja de enamorados desapareciendo entre el monte y el cielo.  
Fue creada por otro de los estudios cinematográficos fundados por Terra en 1933 y fue exclusivamente financiada por el Ministerio de Educación y Cultura, en 1939 Rina presentó "Vocación?" en la VII Muestra cinematográfica de Venecia, a los críticos les fascinó la película y el hijo de Mussolini curiosamente se "identificó" con ella. El argumento esta basado en la historia real de Massardi. 
Massardi y su película no son reconocidas en la historia del cine nacional, algunas feministas han tratado de reivindicar su figura, pero por ser una de las producciones culturales de la dictadura de Terra su figura es polémica.

### Desarrollo y tecnificación de la cultura popular

Postal «suvenir» evocativa, de Eduardo De'Pauli uno de los más populares artistas uruguayos de la década de 1930's. Colección Horacio Nigro, LGdS.

El SODRE (Servicio Oficial de Difusión Radio Eléctrica) era un órgano estatal que tras la reformulación del Estado en 1934 pasó a tutela del recién creado Ministerio de Educación y Cultura, bajo el poder de controlar la radio, el teatro, el cine y la música, tenía como finalidad también "conservar y difundir" la cultura en Uruguay.
El 20 de junio de 1931 se fundó la Orquesta Sinfónica del Sodre la principal orquesta sinfónica de Uruguay y una de las principales de Latinoamérica, es la orquesta sinfónica más antigua del continente. 
En septiembre de 1934 Terra decreta la creación del primer coro oficial del país, el Coro Nacional del SODRE, fue designando como primer director al italiano Icilio Nini-Bellucci y en julio de 1935 comienzan las actuaciones, tanto en espectáculos sinfónico corales como operísticos
El 27 de agosto de 1935 se fundó el Ballet Nacional Uruguayo y el Cuerpo de baile. El Ballet Nacional Uruguayo, renombrado Ballet Nacional SODRE, ha sido el organismo artístico público encargado de desarrollar el ballet clásico profesional en el Uruguay. En 1935 creó una compañía nacional que incluyera en su repertorio no solo el vasto espectro del ballet, sino también que incorporara a los referentes y promoviera creaciones en el área de la danza contemporánea y moderna
El 25 de noviembre de 1935 el S.O.D.R.E. inauguró la primera ópera uruguaya en español, de nombre "Nocturno nativo", con música de Viscente Ascone, buscó "ilustrar un viaje en busca de un origen natural (lo nativo)", como es normal en el arte de la época, se inspiró en la cultura rural uruguaya. Se sitúa en el año 1830, muestra paisajes del campo uruguayo y la historia entre una pareja de jóvenes pertenecientes a familias políticamente opuestas, con un sentimiento de superación de las divisiones partidarias, intenta remarcar la identidad nacional y cultura rural. En 2015 se hizo un "remake desde cero" de la obra, con música nueva, sin escenografía y con Jorge Drexler. 

### Proyección internacional de la dictadura

Portada Revista Turismo en Uruguay (1935)

En abril de 1936 se creó el Servicio Internacional SODRE, un servicio de radiodifusión para el extranjero que era trasmitido en varios idiomas con producciones uruguayas como programas periodísticos, culturales, deportivos, educativos y de difusión de los cuerpos estables del instituto, además de propaganda del gobierno, se registraron los discursos del Dr. Terra y algunos se conservan en la actualidad. El éxito de estas transmisiones fue tan masivo que actores de radioteatro crearon la película de comedia Radio Candelario, llegando a trasmitir sus actuaciones desde el Estadio Centenario con decenas de miles de espectadores presenciales. 
En la década de 1940's el Servicio Internacional SODRE continuó creciendo hasta la aparición de la Televisión en la década de 1950's. En 1936, 1937 y 1940 el propio Instituto fabricó radiotransmisores con elementos locales para expandir la capacidad de radiodifusión. 
En 1934 por iniciativa del propio Gabriel Terra se crea la Comisión Nacional de Turismo y la revista "Turismo en Uruguay", organismos integrados al Ministerio de Relaciones Exteriores. 

Foto de la revista Turismo en Uruguay, artículo "Juventud en Uruguay: El camino a la perfección física", junio de 1936.

Esta revista enfoca la visión que el gobierno quería proyectar para con el mundo. Iniciaba con una postal del país, seguía una foto del Dr. Terra con el lema "Constructor del Nuevo Uruguay" y en la siguiente página una foto del monumento al Gral. José Gervasio Artigas en la Plaza Independencia, decía en su prólogo que el objetivo era "dar a conocer la belleza del país al mundo y a países hermanos".
En noviembre de 1936 se público un reportaje sobre la juventud en Uruguay, con el subtítulo "El camino a la perfección física", la nota muestra jóvenes perfectamente uniformados "desenvolviéndose en intimo contacto con la naturaleza" durante uno de los campamentos que habitualmente organizaba el Ministerio de Educación y Cultura desde 1934. Muestra adolescentes con el torso desnudo, en buen estado físico, que "sincronizadamente" mostraban "el ideal helénico de la perfección humana". Otros niños que se daba a entender tenían entre 8 y 12 años se lavaban los dientes sonriendo, demostrando "el estado saludable de la infancia uruguaya". Los textos indicaban que esto era un "hondo sentimiento de superación de la raza" que solo podría alcanzarse "con un sentido del equilibrio, el orden y la disciplina" . 

Campamento de infantes en la revista Turismo en Uruguay, artículo "Juventud en Uruguay: El camino a la perfección física", junio de 1936.

Portada de la revista Turismo en Uruguay, artículo "Juventud en Uruguay: El camino a la perfección física", junio de 1936.

### Política exterior

"Lo deplorable es que se quiera asociar a las patrias americanas y latinas a la gran farsa politiquera de los plutócratas neoyorquinos, que a río revuelto aprovechan para pescar"
Luis Alberto de Herrera, publicación en "El Debate", 2 de julio de 1942..

El 23 de noviembre de 1933 se firmó un tratado económico con la Alemania Nacional Socialista, ratificado en el 3 de mayo de 1934, con presencia diplomática del Ministro de Hacienda César Charlone en el Congreso de Núremberg del Partido Nacionalsocialista Obrero Alemán, quien fue uno de los 4 Ministros uruguayos condecorados personalmente por Adolf Hitler.
Los tratados germano-uruguayos fueron extendidos en 1937 y 1941 para la colaboración de las empresas Krupp y Siemens AG con el monopolio estatal uruguayo U.T.E. (Administración Nacional de las Usinas Eléctricas y Teléfonos del Estado). 
En el período 1934-1938 el Tercer Reich Alemán se convirtió en el segundo socio-comercial más importante de Uruguay, ocupando el segundo lugar tanto en importaciones como exportaciones, para 1940 las importaciones de Alemania representaban casi el 60% y los negocios más relevantes fueron las áreas de producción metalúrgica, de hidrógeno y generación hidroeléctrica. 
En 1935 firmó con Benito Mussolini el "Protocolo Adiscional del Acuerdo Comercial Permanente del 28 de septiembre de 1935", el 3 de octubre de ese año, Uruguay envió 100 voluntarios a la invasión italiana de Etiopía. 
En 1935 rompió relaciones diplomáticas con la Unión Soviética y en 1936 fue uno de los primeros jefes de Estado en reconocer y pactar tratados económicos con el gobierno de Francisco Franco.

El 3 de octubre de 1935 partieron 100 soldados voluntarios desde el puerto de Montevideo para apoyar militarmente a Italia, siguiendo el espíritu de los protocolos italo-uruguayos del 25 de septiembre de ese año. Uruguay fue el único país de la Liga de Naciones que apoyó la "recuperación" de Etiopía y Abissynia por parte de Italia.

En 1937, el Ministro de Hacienda y próximo Vicepresidente César Charlone intento licitar con Rheinmetall y Škoda una inmensa compra de armamento entre blindados, aviones, artillería y equipamiento militar valorado en 500.000 Pesos Uruguayos (aproximadamente 1.000.000 de Reichsmark o en valores actuales un aproximado de 800.000.000 de Dólares), el Gobierno Alemán se mostraba reacio por problemas diplomáticos, temían que la venta de armas impulsara el anti-germanismo creciente en los gobiernos anglo-americanos, en 1938 se reanudaron las negociaciones y entre ese año y 1940 los alemanes intentaron concretar un envío de armas.
Reino Unido intentó evitar la culminación de las obras de la Represa Hidroeléctrica Dr. Gabriel Terra, para 1940 solo faltaba la importación de los componentes electro-mecánicos.

## Últimos años
Tras terminar su mando, el 19 de junio de 1938, dictado según la Constitución de 1934, realiza un viaje por Europa, y al regresar ocupa brevemente el cargo de Presidente del Banco de la República Oriental del Uruguay. Sin embargo, deja el cargo ese mismo año debido a un accidente cerebrovascular quedando paralítico durante 4 años.
En las elecciones generales de 1938 se decidió su sucesor como presidente, el General y Arquitecto Alfredo Baldomir Ferrari, autor del golpe de Estado como Jefe de la Policía Nacional, en fórmula con el César Charlone, artífice de la política económica de la dictadura. En estas elecciones, con una baja participación del 56.15% del electorado, gana Baldomir con un 61.4% de los votos.
Tras 4 años del accidente cerebro-vascular, Gabriel Terra muere en la pobreza, postrado en un sillón en la madrugada del 15 de septiembre de 1942. En su funeral recibió los honores de estado, se declaró duelo nacional, sus restos fueron acompañados por seguidores, cuando pasó por las oficinas de El Día algunos de sus redactores escupieron sobre el féretro y se inició una pelea callejera. El movimiento se fracturó entre los "baldomiristas", más proclives a la apertura del régimen, y "blancoacevedistas", por Eduardo Blanco Acevedo, más proclives a su continuación.

Senadores y diputados marzistas durante el "golpe bueno", Montevideo, Palacio Legislativo de Uruguay, 1942

Encarcelamiento domiciliario del Dr. Herrera durante el "golpe bueno" de Estado en el carnaval de 1942

### Gabinete de Gobierno
| Ministerio                             | Nombre                     | Período     |
| -------------------------------------- | -------------------------- | ----------- |
| Interior                               | José Espalter              | 1931        |
| Interior                               | Mateo Legnani              | 1931 - 1932 |
| Interior                               | Alberto Demichelli         | 1932 - 1933 |
| Interior                               | Francisco Ghigliani        | 1933 - 1934 |
| Interior                               | José Espalter              | 1934 - 1935 |
| Interior                               | Augusto César Bado         | 1935 - 1937 |
| Interior                               | Raúl Jude                  | 1937 - 1938 |
| Relaciones Exteriores                  | Juan Carlos Blanco Acevedo | 1931 - 1933 |
| Relaciones Exteriores                  | Alberto Mañé               | 1933 - 1934 |
| Relaciones Exteriores                  | Juan José de Arteaga       | 1934 - 1935 |
| Relaciones Exteriores                  | José Espalter              | 1935 - 1938 |
| Hacienda                               | Eduardo Acevedo Álvarez    | 1931 - 1933 |
| Hacienda                               | Pedro Manini Ríos          | 1933        |
| Hacienda                               | Pedro Cosio                | 1933 - 1934 |
| Hacienda                               | César Charlone             | 1934 - 1938 |
| Defensa Nacional                       | Alberto Mañé               | 1931 - 1933 |
| Defensa Nacional                       | Domingo Mendivil           | 1933        |
| Defensa Nacional                       | José María Gomeza          | 1933        |
| Defensa Nacional                       | Andrés Puyol               | 1933 - 1934 |
| Defensa Nacional                       | Alfredo Baldomir           | 1934 - 1936 |
| Defensa Nacional                       | Domingo Mendivil           | 1936 - 1938 |
| Instrucción Pública y Previsión Social | Santín Carlos Rossi        | 1931 - 1933 |
| Instrucción Pública y Previsión Social | Andrés Puyol               | 1933        |
| Instrucción Pública y Previsión Social | Horacio Abadie Santos      | 1933 - 1934 |
| Instrucción Pública y Previsión Social | José Otamendi              | 1934 - 1935 |
| Instrucción Pública y Previsión Social | Martín Recaredo Echegoyen  | 1935 - 1936 |
| Instrucción Pública y Previsión Social | Eduardo Víctor Haedo       | 1936 - 1938 |
| Obras Públicas                         | Venancio Benavídez         | 1931 - 1932 |
| Obras Públicas                         | Federico Capurro           | 1932 - 1933 |
| Obras Públicas                         | Aniceto Patrón             | 1933 - 1936 |
| Obras Públicas                         | Martín Recaredo Echegoyen  | 1936 - 1938 |
| Industria y Trabajo                    | Edmundo Castillo           | 1931 - 1933 |
| Industria y Trabajo                    | Augusto César Bado         | 1933 - 1935 |
| Industria y Trabajo                    | Zoilo Saldías              | 1935 - 1938 |
| Salud Pública                          | Eduardo Blanco Acevedo     | 1933 - 1936 |
| Salud Pública                          | Juan César Mussio Fournier | 1936 - 1938 |
| Ganadería y Agricultura                | César Gutiérrez            | 1935 - 1938 |

| Predecesor: Juan Campisteguy | Presidente de Uruguay 1931-1938 | Sucesor: Alfredo Baldomir |